# Irlanda en los Juegos Olímpicos de Los Ángeles 1932
Irlanda estuvo representada en los Juegos Olímpicos de Los Ángeles 1932 por un total de 16 deportistas que compitieron en 3 deportes.  
El portador de la bandera en la ceremonia de apertura fue el atleta Patrick O'Callaghan.

## Medallistas
El equipo olímpico irlandés obtuvo las siguientes medallas:
| Nombre              | Deporte   | Competición        |
| ------------------- | --------- | ------------------ |
| Oro                 |           |                    |
| Robert Tisdall      | Atletismo | 400 m con vallas M |
| Patrick O'Callaghan | Atletismo | Martillo M         |
| Plata               |           |                    |
| —                   |           |                    |
| Bronce              |           |                    |
| —                   |           |                    |